# الفن المرابطي

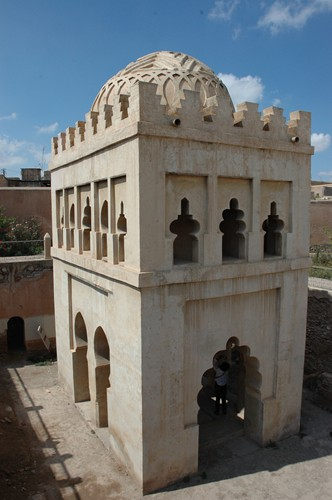
قبة الباروديين بمراكش (1120).

كلمة المرابطون تشير لسكان الرباط (نوع من المباني الحصينة التي يسكنها المحاربون المتدينون، وتشبه إلى حد ما الأوامر العسكرية الغربية) جاءوا من الصحراء الكبرى. هذه الحركة الأولى وحدت المغرب وغرب الجزائر والأندلس (1056-1147) واختارت مراكش عاصمة لها. وقد تميزوا بالنزعة الدينية الصارمة، على الرغم من أنهم حققوا أهمية فنية كبيرة، حيث كان للنفوذ الأندلسي تأثير مباشر على شمال إفريقيا لأول مرة.
يتميز الفن المرابطي بفترة أولى تغطي النصف الثاني من القرن الحادي عشر، من أجل الرصانة البناءة التي تحددها الزهد الديني الصارم والوظيفة العسكرية لتوحيد الحروب الدينية. وقد تم التخلي عن العمود لصالح الدعامة وتم تقليص العناصر الزخرفية التي استخدمها البناؤون إلى خطوط واضحة ورصينة.
في القرن الثاني عشر، قلد الفن المرابطي الإبداعات المتقنة في فترة الطوائف في الأندلس، والتي يعد قصر الجعفرية في سرقسطة مثالًا جيدًا عليها، وقد تميز بكثرته الزخرفية، واستخدام الأقواس متعددة الفصوص والمختلطة الخطوط، والأسلوب الباروكي للزخارف الهندسية والأتوريقات والمقرنصات.
في العمارة، تتمثل السمات العامة للفن المرابطي في استخدام أعمدة من الطوب بدلًا من الأعمدة، والتي لا توجد إلا في أرقى مناطق المباني، وتنوع أنواع الأقواس: مختلطة الخطوط، ومتوامية، ومتعددة الفصوص، وثلاثية الفصوص أو قوس مقرنص، والتغطية بأقبية من الأقواس المتقاطعة التي تستوعب زخرفة وفيرة، وأحيانًا مخرمة في الفراغات بين الأضلاع، والمظهر القادم من الإسلام الشرقي، للمقرنصات. وسوف يرث الفن الموحدي كل هذه المميزات.

## العمارة
وفي عهد الملك يوسف بن تاشفين (1061 - 1106)، ظلت الأعمال التي نُفذَت تظهر التقشف والافتقار إلى الزخرفة التي فرضها حماسه الديني. ولكن هذه الصرامة تراجعت مع ابنه علي بن يوسف (1107-1142) الذي أبهرته الأجواء البلاطية الراقية في طوائف الأندلس، فقام برعاية أعمال مختلفة مليئة بأجمل العناصر الزخرفية.
ورغم أن التركيز الأصلي كان في الأندلس، فإن المباني الموثقة توجد في شمال أفريقيا أيضًا؛ وعلاوة على ذلك، فإن المباني الدينية هي الأكثر تمثيلًا ضمن هذه المناطق. ومن بين هذه المساجد في تلمسان والجزائر العاصمة، التي تتبع النموذج المعتاد من الصحون العمودية على جدار القبلة.
وفي حالات استثنائية، كما هو الحال في جامع القرويين في فاس، تُستخدم الأروقة الموازية للقبلة، على غرار جامع دمشق. وفي كلتا الحالتين، مُددَت الأروقة الخارجية لتشكيل الممرات التي تؤطر الفناء، مما يجعله يبدو أصغر حجمًا.
سيكون الدعم المفضل في العمارة المرابطة هو الدعامة التي ستحل محل العمود. وسيبنون الأقواس على شكل حدوة حصان ومفصصة ويضيفون إليها أقواس حدوة حصان مدببة، وأقواس مفصصة على شكل ورقة برسيم، وأقواس مختلطة الخطوط، وأقواس مُقرنصة، وتتكون الأخيرة من منحنيات صغيرة وزوايا قائمة وأحجار رئيسة معلقة (صرة).
وفيما يتعلق بتطوير الأقواس، فإنهم يطبقون من السلمير نمط "مُتعرج يشبه الحرف S" المعروف باسم السربنتين، والذي كان يستخدم سابقًا في الجعفرية في سرقسطة. كان نظام التسقيف المفضل هو نظام الجملون، مما أدى إلى إنشاء الأسقف الخشبية المزدوجة والمصفوفة التي حققت تطورًا كبيرًا في الفن المدجنين الأندلسيين.

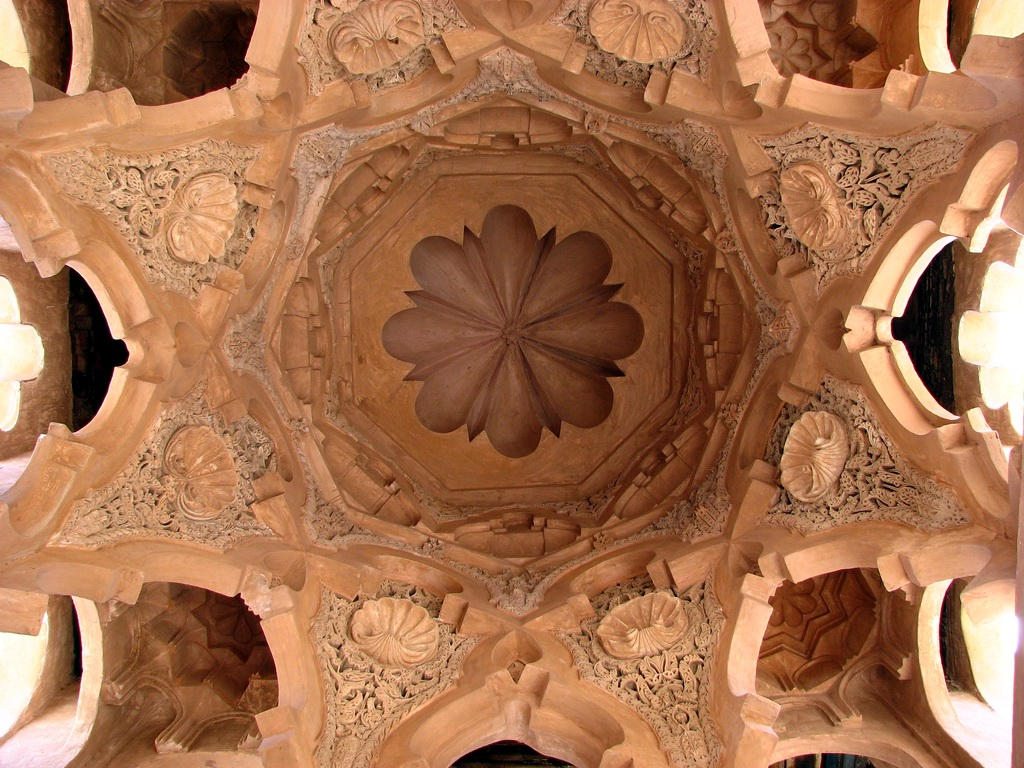
الجزء الداخلي من القبة المرابطية بقبة الباروديين.

وفي الوقت نفسه، صنعوا أسقفًا مقببة جميلة. بعضها، ممثلًا بالقبة أمام محراب المسجد الكبير التلمساني، وسيتبع النموذج القرطبي للأقواس المتقاطعة التي تترك حجر الأساس حرًّا، على الرغم من أنهم في هذه الحالة يبدأون من المقرنصات الزاوية ويستخدمون مكملات الجص المخرم المزخرفة بزخارف نباتية زاهية. ومن هذا العمل الذي يوثق دخول المقرنة أو المقرنصات إلى بلاد المغرب الكبير، يظهر نوع آخر من القباب يسمى المقرنصات، ونموذجه هو الموجود في جامع القرويين في فاس.
لكن المثال الأكثر تميزًا لرصانة العمارة المرابطية هو قبة الباروديين المرابطية في مراكش، والتي يعود تاريخها إلى عام 1120. يضم هذا الجناح الصغير نافورة مسجد علي بن يوسف، ويظهر استمرارية تقنيات البناء والزخرفة في فترة الطوائف في الأندلس والتي تم استيعابها في المغرب الكبير. يقع هذا الجناح المستطيل الشكل في ملحق المسجد، ويضم فتحات متناوبة من الأقواس المفصصة، وأقواس حدوة الحصان، والأقواس الخطية المختلطة على جدرانه الأربعة. يعتبر السور الداخلي مستقلًّا عن القبو، وهو مضلع [الإسبانية] على شكل نجمة مقسم إلى ثمانية أجزاء ترتكز على قاعدة مثمنة من الأقواس متعددة الفصوص، وهو ما يتبع تقليد القبو المركزي لمقصورة مسجد قرطبة. زُينَ القبو بغزارة بالمقرنصات، وربما كان مضاءً بنوافذ زجاجية ملونة مثبتة في شبكات من الجص.

## فنون أخرى
ظلت الإنتاجات الفنية مرتبطة بالتقاليد السابقة. وصلت ورشة النسيج في المرية إلى ذروتها في إنتاج ما يسمى بالعتابي. تتميز هذه الأقمشة باستخدام درجات ألوان أكثر نعومة مع لمسات من الذهب تشكل دوائر مزدوجة كبيرة، مماسية أو متصلة، مرتبة في صفوف، بداخلها أزواج مغلقة من الحيوانات. وقد أدى التشابه مع الأقمشة الصقلية إلى حدوث ارتباك بين الورشتين. وتطرح مشكلة مماثلة القطع العاجية التي لا تلقي النقوش غير الشخصية عليها سوى القليل من الضوء على انتمائها إلى إحدى الورشتين. ومن جانبها واصلت صناعة الخزف تطوير تقنية الحبل الجاف [الإنجليزية] "الجزئي" أو "الكلي" وذلك بحسب ما إذا كانت الزخرفة تغطي السطح بأكمله أو جزء منه. إلى جانب ذلك، ظهرت تقنيتان جديدتان مطبقتان على السيراميك غير المزجج، وهما السغرافيتو [الإسبانية] والختم، وقد انتشر استخدامهما على نطاق واسع في العصر الموحدي.